# Dennis Kaygin
Dennis Kaygin (Alemania, 2 de abril de 2004) es un futbolista alemán que juega de centrocampista en el Rapid de Viena de la Bundesliga de Austria.

## Carrera
Criado en la cantera del FSV Mainz 05, a la que llegó desde el FSV Saulheim, fichó por el club austriaco del Rapid de Viena en la temporada 2022-23 por tres temporadas con una opcional tras ganar la liga juvenil alemana jugando diecinueve partidos en los que marcó veintidós goles.

## Estadísticas

### Clubes
Actualizado al último partido disputado el 11 de agosto de 2023.
| Club                        | Div.          | Temporada     | Liga  | Liga  | Liga   | Copas nacionales | Copas nacionales | Copas nacionales | Copas internacionales | Copas internacionales | Copas internacionales | Total | Total | Total  |
| Club                        | Div.          | Temporada     | Part. | Goles | Asist. | Part.            | Goles            | Asist.           | Part.                 | Goles                 | Asist.                | Part. | Goles | Asist. |
| --------------------------- | ------------- | ------------- | ----- | ----- | ------ | ---------------- | ---------------- | ---------------- | --------------------- | --------------------- | --------------------- | ----- | ----- | ------ |
| Rapid de Viena II · Austria | 3.ª           | 2023-24       | 2     | 0     | 0      | ―                | ―                | ―                | ―                     | ―                     | ―                     | 2     | 0     | 0      |
| Rapid de Viena II · Austria | Total club    | Total club    | 2     | 0     | 0      | 0                | 0                | 0                | 0                     | 0                     | 0                     | 2     | 0     | 0      |
| Total carrera               | Total carrera | Total carrera | 2     | 0     | 0      | 0                | 0                | 0                | 0                     | 0                     | 0                     | 2     | 0     | 0      |